# توماس شو
توماس شو (بالإنجليزية: Thomas Shaw)‏ هو مغني ومغن مؤلف وموسيقي أمريكي، ولد في 4 مارس 1908 في برينهام في الولايات المتحدة، وتوفي في 4 فبراير 1977 في سان دييغو في الولايات المتحدة.